# Embraceable You
"Embraceable You" är en populär sång med musik av George Gershwin och text av Ira Gershwin. Sången var från början skriven 1928 för en opublicerad operett vid namn East is West. Den blev slutligen publicerad 1930 och framförd i Broadwaymusikalen Girl Crazy. där den var framförd av Ginger Rogers i en sång och dans koreografiserad av Fred Astaire.